# Ajmán Maslúsí
Ajmán Maslúsí (arabsky أيمن المثلوثي; narozen 14. září 1984, Tunis, Tunisko) je tuniský fotbalový brankář a reprezentant, který od roku 2003 působí v klubu Étoile Sportive du Sahel.

## Klubová kariéra
- Club Africain 2001–2003
- Étoile Sportive du Sahel 2003–

## Reprezentační kariéra
V reprezentačním A-mužstvu Tuniska debutoval v roce 2007. S národním týmem ze zúčastnil několika afrických šampionátů.